# Spinifexzanger
De spinifexzanger (Poodytes carteri synoniemen: Megalurus carteri en Eremiornis carteri) is een zangvogel uit de familie Locustellidae. Deze vogel is genoemd naar zijn ontdekker, de Engelse ornitholoog Thomas Carter (1863-1931).

## Verspreiding en leefgebied
Deze soort is endemisch in noordelijk-centraal Australië.

## Status
De grootte van de populatie is niet gekwantificeerd maar de soort wordt omschreven als plaatselijk algemeen. Op de Rode lijst van de IUCN heeft deze soort de status niet bedreigd.